# Wolves (Rise Against-album)
A Wolves a Rise Against 2017-ben megjelent nyolcadik stúdióalbuma. Az album 2017. június 9-én jelent meg. Ez a zenekar első olyan lemeze tizenegy év után, amit nem Bill Stevenson és Jason Livermore producerekkel rögzítettek. A lemez első és egyetlen kislemeze a The Violence, ami 2017. április 20-án jelent meg. A lemez kiadása előtt két további dal is megjelent, bár ezek nem kislemezként (a House on Fire május 19-én és a Welcome to the Breakdown június 2-án).
A lemez a kilencedik helyen debütált a Billboard 200 listán, ezzel a zenekar ötödik lemeze lett, mely bejutott a legjobb 10-be.

## Az album dalai
| 1.    | Wolves                   | 3:37 |
| 2.    | House on Fire            | 3:13 |
| 3.    | The Violence             | 3:48 |
| 4.    | Welcome to the Breakdown | 3:03 |
| 5.    | Far from Perfect         | 3:32 |
| 6.    | Bullshit                 | 4:12 |
| 7.    | Politics of Love         | 4:09 |
| 8.    | Parts Per Million        | 3:40 |
| 9.    | Mourning in Amerika      | 3:19 |
| 10.   | How Many Walls           | 3:50 |
| 11.   | Miracle                  | 3:40 |
| 40:03 |                          |      |

| 12. | Megaphone                  | 3:05 |
| 13. | Broadcast[Signal]Frequency | 2:30 |

## Közreműködők

### Rise Against
- Tim McIlrath – ének, ritmusgitár
- Zach Blair – gitár, háttérvokál
- Joe Principe – basszusgitár, háttérvokál
- Brandon Barnes – dobok, perkusszió

### Egyéb zenészek
- Chad Price (ALL) – háttérvokál a Bullshit c. számban

### Produkció
- Nick Raskulinecz – producer, felvétel
- Nathan Yarborough – felvétel
- Jordan Logue – felvétel
- Dave Sardy| – mixelés
- James Monti – mixelési hangmérnök
- Joe LaPorta – mastering

## Külső hivatkozások
- A Rise Against hivatalos oldala